# Bolbogonium scurra
Bolbogonium scurra är en skalbaggsart som beskrevs av Jan Krikken 1977. Bolbogonium scurra ingår i släktet Bolbogonium och familjen Bolboceratidae. Inga underarter finns listade.